# Baudemont
Baudemont é uma comuna francesa na região administrativa de Borgonha-Franco-Condado, no departamento Saône-et-Loire. Estende-se por uma área de 8,01 km². Em 2010 a comuna tinha 641 habitantes (densidade: 80 hab./km²).